# Casa de las Flores (Madrid)
La casa de las Flores es un bloque de viviendas ubicado en el distrito de Chamberí (Madrid) diseñada por Secundino Zuazo en 1931. La distribución de espacios con su corredor ajardinado central ha supuesto un modelo para los estudiantes de arquitectura de los años cincuenta y sesenta. Se encuentra en una esquina con la calle de la Princesa (calles Hilarión Eslava, Rodríguez San Pedro, Gaztambide y Meléndez Valdés), posee unos balcones decorados con jardineras, de donde se deriva el nombre del edificio. En esta casa vivieron el premio Nobel de Fisiología y Medicina Severo Ochoa (1931 - 1936), el novelista Rómulo Gallegos en 1933, el poeta Pablo Neruda en 1934, y el escritor Emilio Carrere hasta su fallecimiento. En 1981 fue incoado el expediente de declaración de bien de interés cultural.

## Historia
La casa podría haber sido diseñada por el arquitecto alemán Michael Fleischer, que por aquellos años colaboraba en el estudio de Secundino Zuazo. El bloque de viviendas fue un encargo del Banco Hispano Colonial que financió el proyecto con la ayuda del Instituto Nacional de Previsión, la casa era un avance del Plan Castro para el ensanche de Madrid. La manzana se completó justo en el instante de la proclamación de la Segunda República. Cuando Pablo Neruda fue nombrado cónsul en Madrid en 1934, su amigo Rafael Alberti le encontró esta casa como un lugar donde vivir. La defensa de Madrid durante la Guerra Civil hizo que el intenso frente se localizara cerca de la casa, lo que provocó que sufriera grandes daños. La casa fue restaurada en los años cuarenta. En el año 1981 fue declarado Monumento Nacional. 

## Características
El edificio de cinco pisos se edificó en ladrillo, la planta baja tiene una serie de arcadas elípticas que coincide con los soportales y los escaparates de algunas tiendas. Posee doscientas ochenta y ocho viviendas dispuestas alrededor de tres patios ajardinados, de los cuales el central es el de mayor tamaño. La planta se distribuye en un bloque lineal doble: dos bloques dispuestos en paralelo, con las cajas de escalera dispuestas como puentes.

## Poema de Neruda
Pablo Neruda, tras ver bombardeada su casa durante la Guerra civil española (había dispuesto una bandera de Chile en la azotea por si pudiera servir para que la libraran, y acudió a ver los destrozos acompañado por Miguel Hernández), compuso un poema (Explico algunas cosas, publicado en Tercera residencia, 1943) en el que recuerda a amigos con los que había disfrutado su estancia en ella; uno ya muerto (Federico García Lorca), otro exiliado (Rafael Alberti), el tercero, hispanoamericano como él (Raúl González Tuñón):

Yo vivía en un barrio
de Madrid, con campanas,
con relojes, con árboles.
Desde allí se veía
el rostro seco de Castilla
como un océano de cuero.
Mi casa era llamada
la casa de las flores, porque por todas partes
estallaban geranios: era
una bella casa
con perros y chiquillos.
Raúl, te acuerdas?
Te acuerdas, Rafael?
Federico, te acuerdas
debajo de la tierra,
te acuerdas de mi casa con balcones en donde
la luz de junio ahogaba flores en tu boca?
Hermano, hermano!
...
Generales
traidores:
mirad mi casa muerta,
mirad España rota:
pero de cada casa muerta sale metal ardiendo
en vez de flores,
pero de cada hueco de España
sale España,
...
Venid a ver la sangre por las calles,
venid a ver
la sangre por las calles,
venid a ver la sangre
por las calles!